# Romulus Scărișoreanu
Romulus Scărișoreanu  (n. 4 aprilie 1870, Rucăr - d. 1950, București) a fost unul dintre generalii Armatei României din Primul Război Mondial. 
A îndeplinit funcții de comandant de regiment și brigadă în campaniile anilor 1916, 1917 și 1918.
A fost decorat cu Ordinul „Mihai Viteazul”, clasa III, pentru modul cum a condus Brigada 5 Călărași în luptele din Dobrogea, din campania din 1916.
„Pentru bravura și destoiniciia cu care a condus brigada și un detașament mixt în luptele de la Amzacea, Topraisar și Carachioi, în septembrie 1916. În luptele de la Soveja și Pralea, a determinat în luna decembrie 1916 cu detașamentul său frontul pe care s-a stabilit apoi o divizie română.”
Înalt Decret no. 1327 din 11 noiembrie 1917:p. 110

## Biografie
Romulus Scărișoreanu s-a născut la Rucăr, într-o familie din mica boierime. A fost frate cu generalii Constantin Scărișoreanu (1869-1937) și Cornel Scărișoreanu (1880-1944).:p. 21
A fost sportiv de performanță, practicând echitația. A deținut, recordurile naționale pe distanțele: București - Constantinopol (1907); Constantinopol - Constanța (1907) și Roman - București (două zile).).:p. 21

## Cariera militară
După absolvirea școlii militare de ofițeri cu gradul de sublocotenent, Romulus Scărișoreanu a ocupat diferite poziții în cadrul unităților de cavalerie sau în eșaloanele superioare ale armatei, cele mai importante fiind cele de comandant al Regimentului 4 Roșiori și al Regimentului 9 Călărași.
În perioada Primului Război Mondial a îndeplinit funcțiile de comandant al Regimentului 9 Călărași, comandant al Brigăzii 2 Călărași și al Brigăzii 5 Călărași, remarcându-se pe timpul acțiunilor militare din Dobrogea din campania anului 1916 și în Bătălia de la Oituz.
În perioada 1919-1924 a comandat Divizia 1 Cavalerie, în fruntea căreia a participat la operațiile militare postbelice din Transilvania (1919-1920).:p. 138

## Lucrări
- Călare dela București la Constantinopol și dela Constantinopol la Constanța. Marș de rezistență Executat de Căpitanu R. Scărișoreanu și A. Alexiu, București (Tip. G. A. Lăzăreanu), 1909[11]

## Decorații
- Ordinul „Steaua României”, în grad de ofițer (1913)
- Ordinul „Coroana României”, în grad de ofițer (1907)[2]:p. 586
- Ordinul „Mihai Viteazul”, clasa III, 11 noiembrie 1917[4]:p. 110